# Constant Pieterse
Constant Elisa (Constant) Pieterse (Amsterdam, 19 juni 1895 - Zwolle, 27 maart 1992) was een Nederlands roeier. Tweemaal nam hij deel aan de Olympische Spelen, maar won hierbij geen medaille. 
Op de Olympische Spelen van 1924 in Parijs maakte hij op 28-jarige leeftijd zijn olympisch debuut op het roeionderdeel skiff. De roeiwedstrijden vonden plaats op een recht gedeelte van de rivier de Seine bij Argenteuil. Met een tijd van 7.17,8 werd hij tweede in de eliminatieronde. Doordat hij in de herkansing wederom een tweede plaats behaalde mocht hij niet doorstromen naar de finale. 
Een jaar later, bij de Europese Kampioenschappen van 1925 in Praag wist Pieterse in de skiff goud te behalen.
Op de Olympische Spelen van Amsterdam in 1928 nam Pieterse met zijn roeipartner Han Cox deel aan de dubbeltwee. De roeiwedstrijden vonden plaats op de Ringvaart bij Sloten, omdat de Amstel was afgekeurd door de Internationale Roeibond FISA. De wedstrijdbaan van 2000 m was vrij smal en hierdoor was het olympische programma verlengd. Totaal was er 3000m rechte baan beschikbaar, zodat ook extra oefenwater beschikbaar was. Via een speciaal systeem met repèchages waren ploegen niet direct uitgeschakeld, maar konden ze zich middels een herkansing alsnog kwalificeren voor de halve finale. Pieterse en Cox behaalden de kwartfinale, maar werden daarin  uitgeschakeld met een tijd van 6.52,8.
Pieterse was aangesloten bij roeivereniging De Hoop in Amsterdam.

## Palmares

### roeien (skiff)
- 1925:  EK in Praag

### roeien (dubbeltwee)
- 1921:  EK in Amsterdam
- 1928: 5e OS - 6.52,8
- 1930:  EK in Luik

Constant Pieterse · 
Henri Cox